# August von Sachsen-Coburg und Gotha

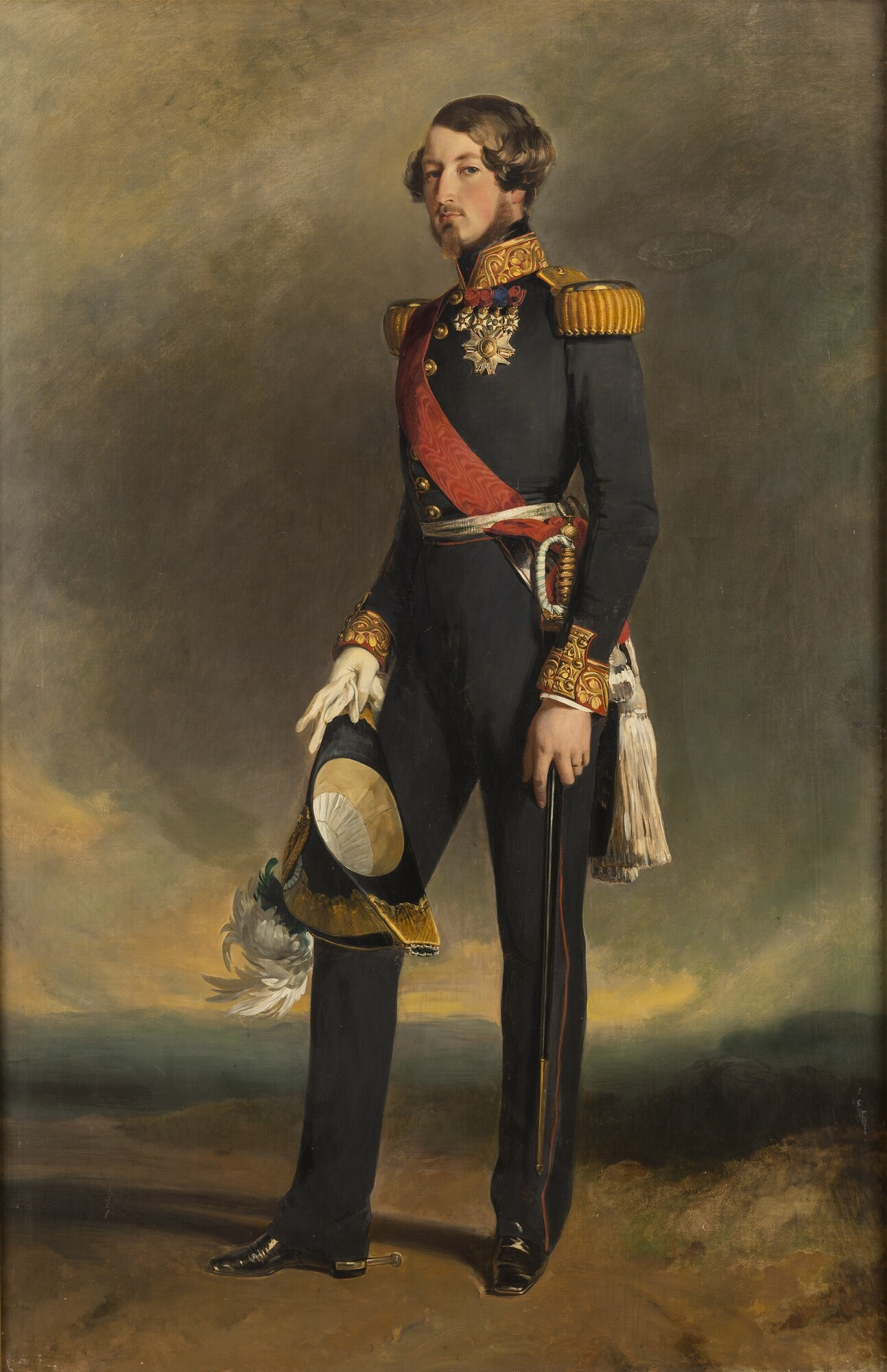
Prinz August von Sachsen-Coburg und Gotha

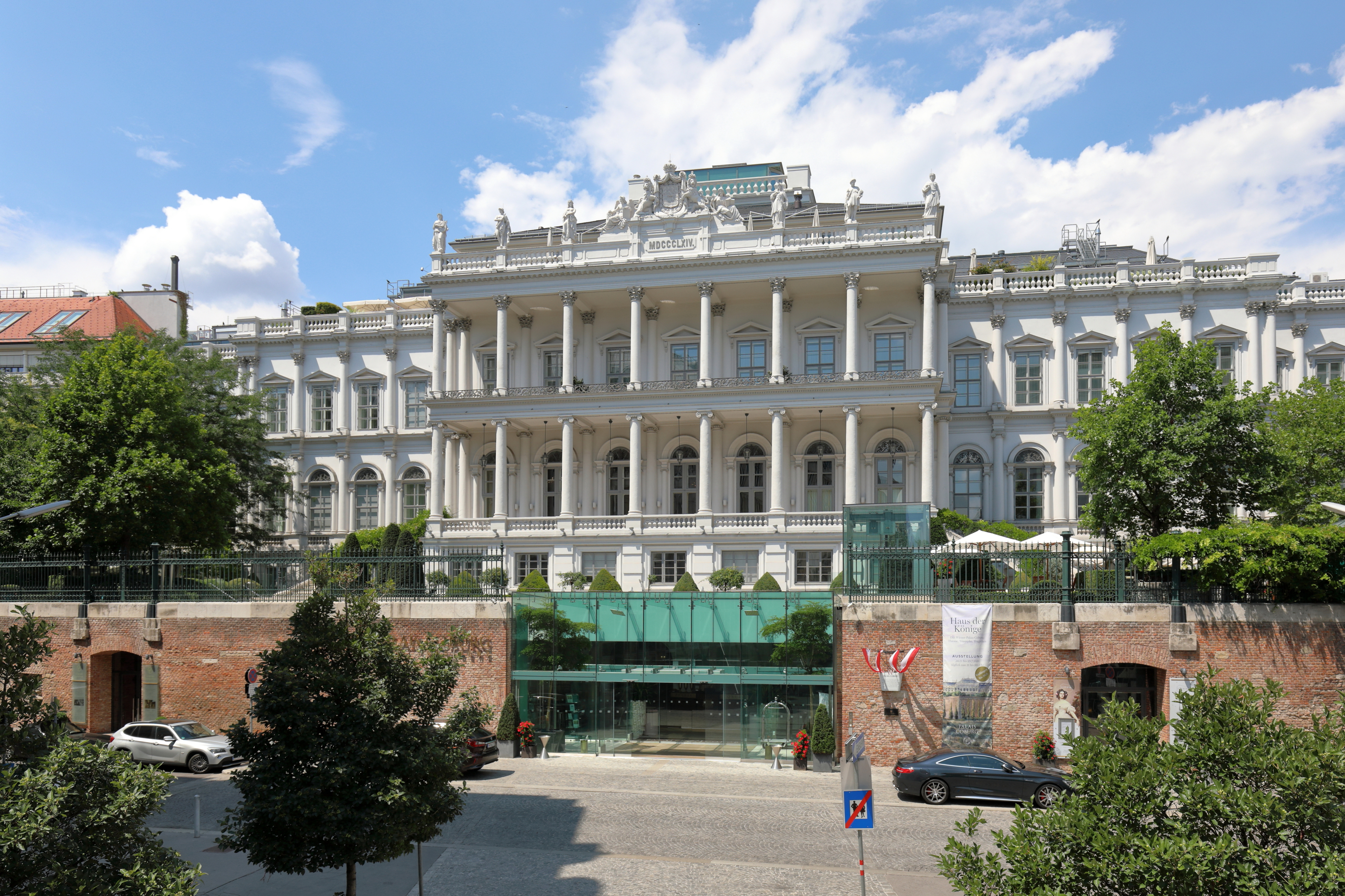
Wohnstätte in Wien: Palais Coburg

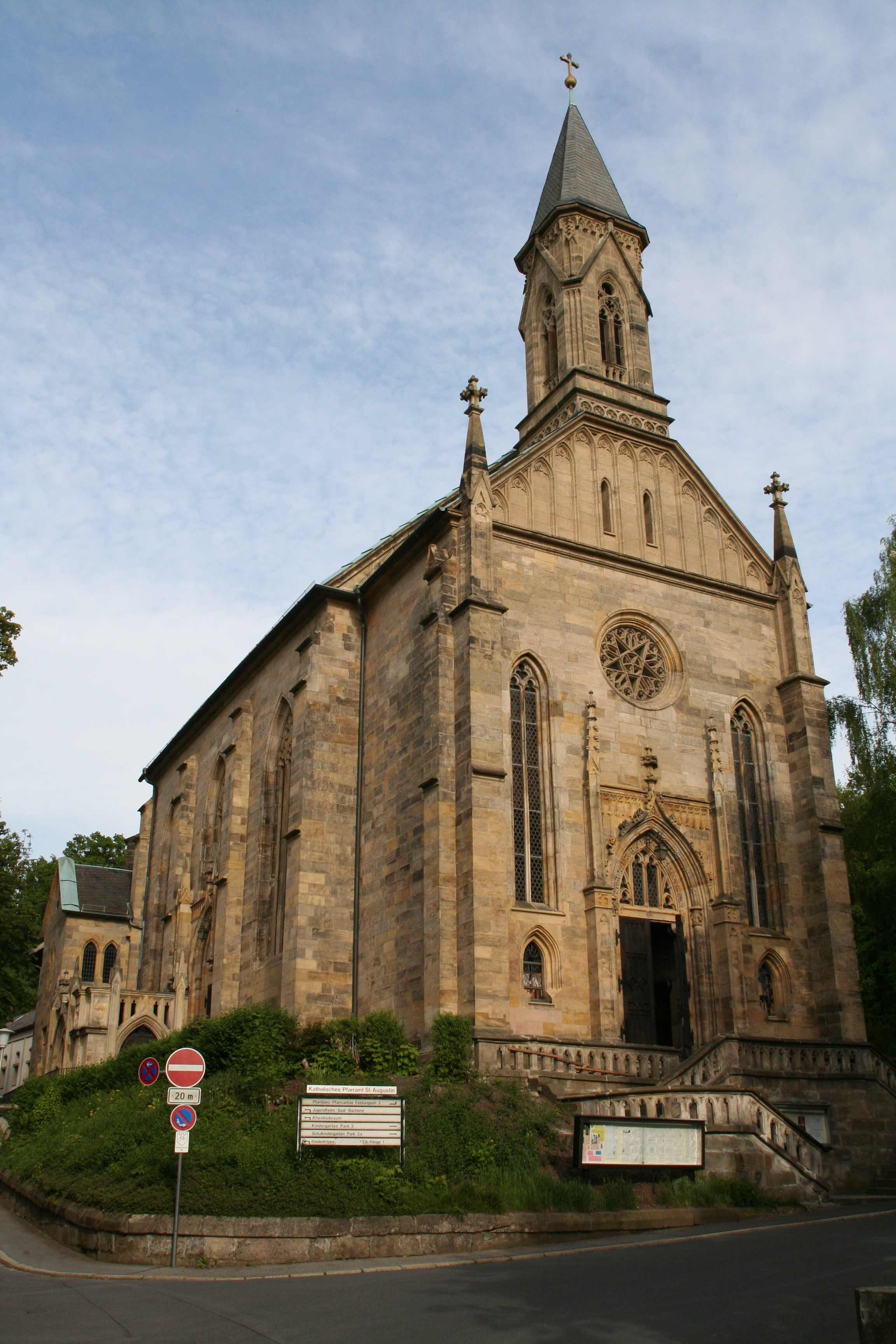
Grabstätte: St. Augustin in Coburg

August Ludwig Viktor von Sachsen-Coburg und Gotha (* 13. Juni 1818 in Wien; † 26. Juli 1881 auf Schloss Ebenthal in Niederösterreich) war ein Prinz aus der katholischen Linie Sachsen-Coburg-Koháry sowie königlich sächsischer Generalmajor. Ab 1831 nahm er den Titel Herzog von Sachsen-Coburg-Koháry an.

## Leben
August wurde als zweiter Sohn des Prinzen Ferdinand von Sachsen-Coburg-Saalfeld-Koháry (1785–1851) und dessen Gemahlin, der ungarischen Prinzessin Antonie von Koháry (1797–1862), geboren. Er war Bruder von König Ferdinand II. von Portugal, außerdem der Vater des bulgarischen Königs Ferdinand I.
Prinz August heiratete am 20. April 1843 im Schloss Saint-Cloud Prinzessin Clémentine von Orléans (1817–1907), Tochter des „Bürgerkönigs“ Louis Philippe von Frankreich. Die älteste Schwester seiner Braut Louise von Orléans (1812–1850) war bereits seit 1832 mit Augusts Onkel Leopold I. von Sachsen-Coburg, dem König der Belgier verheiratet. 
Die Familie lebte im Wiener Palais Coburg. In Coburg wohnte er im Bürglaß-Schlösschen. Nach dem Tod seiner Mutter wurde August Erbe ihrer umfangreichen Besitzungen in Ungarn, die ihn dort zu einem der bedeutendsten Magnaten machte. August war Ehrenmitglied der Geologischen Gesellschaft Ungarns. Als Schwiegervater der Schwester der präsumtiven österreichischen Kaiserin Stephanie von Belgien wurde August durch Kaiser Franz Joseph mit dem Prädikat „Hoheit“ im Rang erhöht.
Nach seinem Namenspatron ließ Prinz August in Coburg die 1860 geweihte katholische Kirche St. Augustin (Coburg) erbauen. In der Kohary-Gruft von St. Augustin liegen Prinz August, Prinzessin Clémentine, die drei Söhne: Zar Ferdinand von Bulgarien, Prinz Philipp und Prinz August, sowie dessen Ehefrau Prinzessin Leopoldina von Brasilien und deren vier Söhne.
August war Träger des Großkreuzes des herzoglich sächsisch-ernestinischen Hausordens, des königlich portugiesischen Turm- und Schwertordens, des französischen Ordens der Ehrenlegion, des königlich belgischen Leopoldsordens und er war Ehren- und Devotions-Großkreuzritter des Souveränen Malteserordens.
1885 erhielt der ungarische Bildhauer Victor Tilgner den Auftrag, ein Denkmal des verstorbenen Prinzen August zu schaffen. Dieses steht noch heute auf den Coburg’schen Besitzungen in Ebenthal. Neben einer lateinischen Inschrift ist auf dem Sockel noch folgendes zu lesen: „Auguste Louis Victor Duc de Saxe Prince de Saxe Cobourg Gotha. A mon mari bien aimé. 1843–1881. Clémentine.“ [August Ludwig Viktor Herzog von Sachsen Prinz von Sachsen-Coburg-Gotha. Meinem geliebten Gatten. Bei den Jahreszahlen handelt es sich nicht um die Lebensdaten – August wurde 1818 geboren –; vielmehr bezeichnet das Jahr 1843 den Beginn der Ehe.]

## Nachkommen
Aus seiner Ehe hatte August folgende Kinder:
- Philipp (1844–1921)

⚭ 1875 Prinzessin Louise von Belgien (1858–1924)
- August (1845–1907), kaiserlich brasilianischer Admiral

⚭ Prinzessin Leopoldina von Brasilien (1847–1871)
- Clotilde (1846–1927)

⚭ 1864 Erzherzog Joseph Karl Ludwig von Österreich (1833–1905)
- Amalie (1848–1894)

⚭ 1875 Herzog Max Emanuel in Bayern (1849–1893)
- Ferdinand (1861–1948), der spätere Fürst und Zar von Bulgarien

⚭ 1. 1893 Prinzessin Marie Louise von Bourbon-Parma (1870–1899)
⚭ 2. 1908 Prinzessin Eleonore Reuß zu Köstritz (1860–1917)